# GrimE
GrimE (Grim Engine) は、ルーカスアーツの Bret Mogilefsky が自由ソフトウェアのスクリプト言語 Lua を使って開発したアドベンチャーゲーム用ゲームエンジン。これを最初に採用したゲーム作品は Grim Fandango。
部分的にはSithエンジンに基づいているが、基本的にはSCUMMの後継であり、その機能の一部を受け継いでいる。SCUMMと同様、登場人物と物体が相互作用するという考え方に基づいており、事前に描かれた背景の上にそれらが配置される。GrimEとSCUMMの大きな違いは、GrimEでのキャラクターのレンダリングに完全な3Dエンジンを使っている点である。キャラクターは3次元のポリゴンの集まりとして描かれ、キーボードでその動きを制御する。他にも、アクションのスクリプトが全く異なり、ノンプレイヤーキャラクターの動きがより洗練されたものになっている。
Grim Fandango の後、若干改良したGrimEがモンキーアイランドシリーズの4作目 Escape from Monkey Island で使われた。今のところ、これら2作品以外にGrimEを使ったゲームは存在しない。
ScummVMの関連プロジェクトResidualでは、リバースエンジニアリングによってGrimEの自由ソフトウェア版を開発しようとしている。
GrimEもSCUMMも、その名称が「汚れ」の同義語（grime と scum）である点が似ている。